# Головашевка (Сумская область)
Головашевка (укр. Головашівка) — село,
Степановский поселковый совет,
Сумский район,
Сумская область,
Украина.
Код КОАТУУ — 5924755802. Население по переписи 2001 года составляло 413 человек.

## Географическое положение
Село Головашевка находится в 2,5 км от левого берега реки Сумка.
На расстоянии до 1,5 км расположены сёла Глиняное и Степаненково.
По селу протекает пересыхающий ручей с запрудой.
Рядом проходят автомобильная дорога Р-61 и 
железная дорога, станция Головашевка.
Около села проходит газопровод Уренгой — Помары — Ужгород.

## Объекты социальной сферы
- Фельдшерско-акушерский пункт.